# 東京のテキサス人
『東京のテキサス人』（とうきょうのてきさすじん）は、1957年に公開された小田基義監督の日本映画。
同年1月9日に公開された『東京よいとこ』に続く、南道郎・E・H・エリックのコンビ主演による中編作。監督が西村元男から小田基義に代わった。

## スタッフ
以下のスタッフ名はKINENOTEに従った。
- 監督 - 小田基義
- 脚本 - 関沢新一
- 撮影 - 芦田勇
- 音楽 - 宇野誠一郎
- 美術 - 伊藤寿一
- 録音 - 中野倫治
- 照明 - 森康

## キャスト
以下の出演者名と役名はKINENOTEに従った。
- 南道郎 - 不発の道ちゃん
- E・H・エリック - ウェスタンデーン
- 磯村みどり - お花ちゃん
- 河上敬子 - おでん
- 花村菊江 - お菊ちゃん
- 沢村いき雄 - ドライ軒の親爺
- 武智豊子 - おマキ婆さん
- 小畑やすし - 健坊
- 四代目 三遊亭金馬 - 大家の幸兵衛
- 宮田洋容 - 日下駄の九六
- 木下華声 - セカンドの三吉
- 吉原功 - ズドン大山
- 二代目 沢村宗之助 - 医者
- 四代目 柳亭痴楽 - 酋長シェロリモ
- 空飛小助 - 酋長シェロリモの子チョロリモ
- ユセフ・トルコ - レフリーミスターロパーツ
- 谷晃 - 八百屋の長兵衛